# Winden TG
| TG ist das Kürzel für den Kanton Thurgau in der Schweiz. Es wird verwendet, um Verwechslungen mit anderen Einträgen des Namens Winden zu vermeiden. |

Winden, früher Kügeliswinden, ist eine Ortschaft in der politischen Gemeinde Egnach im Bezirk Arbon des Kantons Thurgau in der Schweiz.

## Geographie
Winden liegt am Hang gegen Lömmenschwil an der Hauptstrasse St. Gallen–Neukirch (Egnach)–Romanshorn. In Winden befindet sich der Bahnhof Häggenschwil-Winden der Linie St. Gallen–Romanshorn der Südostbahn.										
Zu Winden gehören die Weiler Ballen, Bündt, Hegi, Klösterli, Lengwil, Schübshub, Siebeneichen, Staubishub und Winden.
Der Hof Raach ist eine 10,5 Hektaren grosse Enklave und gehört zur Gemeinde Häggenschwil im Kanton St. Gallen.
Ballen und Lengwil wurden im Jahr 1860 von der Gemeinde Roggwil (TG) abgetrennt und der Gemeinde Egnach zugewiesen.

## Geschichte

Tanklager, Bahnhof Häggenschwil-Winden und oben links Ortschaft Winden im Jahr 1965

Winden wurde 1302 als Ober- und Niderwinden urkundlich erwähnt. Von etwa 1575 bis 1910 wurde es zur Unterscheidung vom ebenfalls in der Gemeinde Egnach liegenden Weiler Praliswinden als Kügeliswinden bezeichnet.
Der Doppelhof Winden wurde 1302 im bischöflich-konstanzischen Urbar erwähnt und war unter anderem den von Helmsdorf sowie 1545 bis 1632 den Kügelin verliehen. Bis 1798 war er Teil der Vogtei Arbon.
Raach kam im Jahr 1309 zum Heilig-Geist-Spital St. Gallen.
Kirchlich teilte Winden stets das Schicksal von Egnach.
In Winden wurde Acker- und Obstbau sowie ab 1850 Vieh- und Milchwirtschaft (1887 Käserei, ab 1953 Molkerei) betrieben; unter anderem liessen sich dort eine Bauunternehmung und eine Zimmerei nieder. Bei der 1910 eröffneten Station Häggenschwil-Winden der Bodensee-Toggenburg-Bahn wurde 1963 bis 1975 grösstenteils auf Häggenschwiler Gemeindegebiet ein Heizöl- und Benzinlager von 300 Millionen Litern Kapazität errichtet.

## Bevölkerung

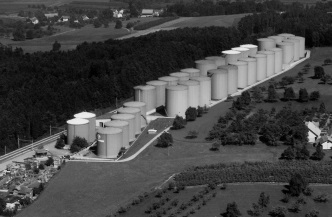
Tanklager Häggenschwil-Winden

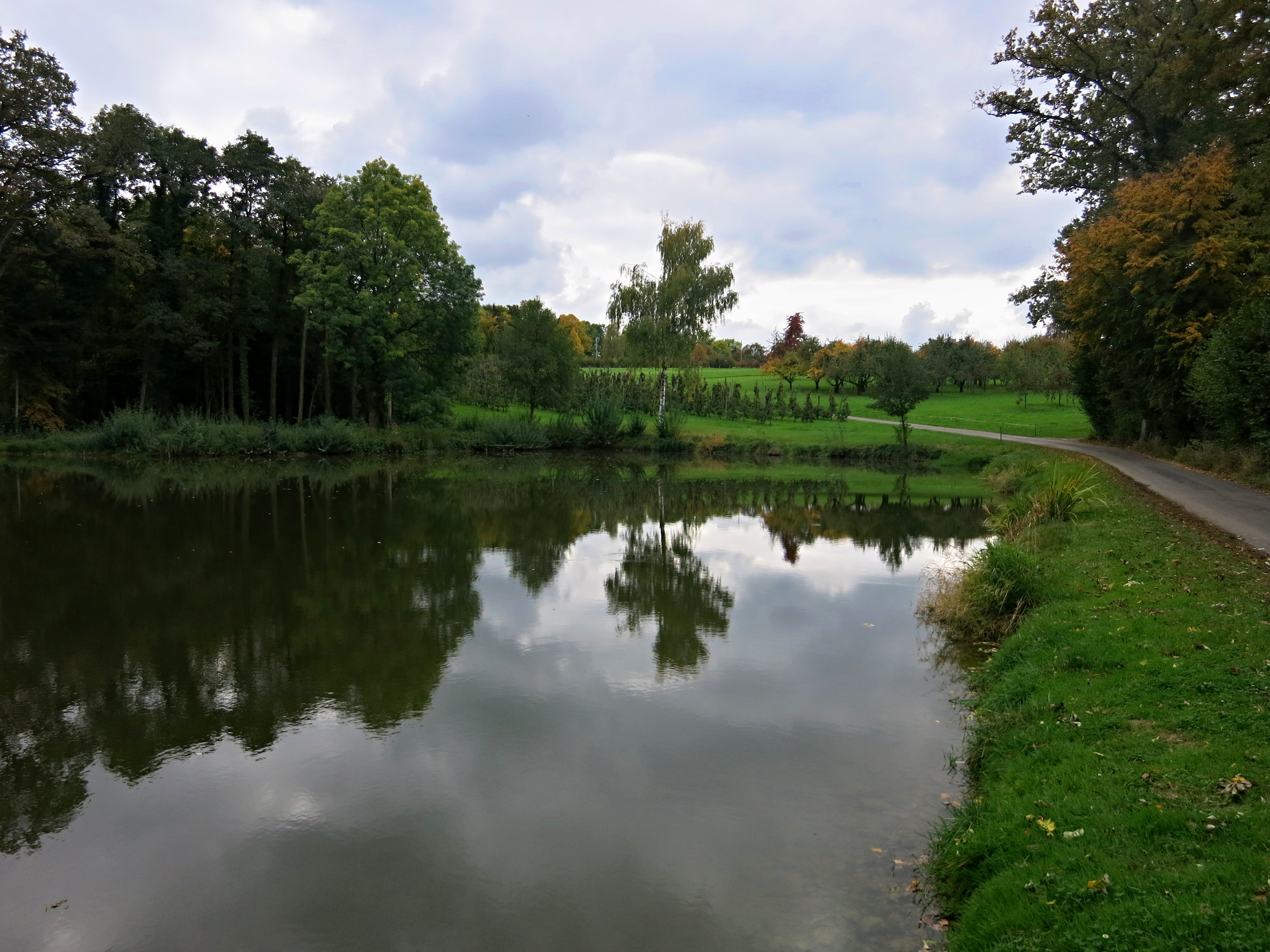
Balgerweier zwischen Balgen und Lengwil

| Jahr      | 1880 | 1910 | 1941 | 2000 |
| Einwohner | 59   | 126  | 113  | 93   |

## Bildung
In Hegi befindet sich die Schule Hegi-Winden mit Basisstufe und Primarschule.